# Peter Weinberger
Peter Jay Weinberger (6 agosto 1942) è un informatico statunitense.
Dottorato presso l'Università della California, ha lavorato presso i Bell Laboratories e Google.
È uno degli autori del linguaggio di programmazione Awk insieme ad Alfred Aho e Brian Kernighan.